# Garden City (Michigan)
Pour les articles homonymes, voir Garden City.
Garden City est une ville du comté de Wayne, dans l'État américain du Michigan. Au recensement de 2010, la ville comptait 27 692 habitants. La ville fait partie de la région métropolitaine de Détroit et se trouve à environ 16,1 km à l'ouest de la ville de Detroit. La route M-153 (Ford Road) traverse le centre de la ville d'est en ouest.

## Histoire
Les origines de Garden City ont commencé avec le transfert de la propriété à John Lathers de la part d'Andrew Jackson pour 160 acres (0,65 km²) en octobre 1835. La ville a été conçue sur le modèle du concept de "cité-jardin" qui est devenu populaire en Angleterre au cours du XIXe siècle, la plupart des sites d'habitation étant divisés en parcelles de 1 acre (4 000 m²) pour permettre une surface agricole suffisante pour faire vivre la famille avec des fruits et des légumes. Aujourd'hui, la plupart des sites sont considérablement plus petits, certains ne mesurant pas plus de 40 pieds sur 135 pieds, avec peu de place pour le jardinage des fruits et légumes, bien que la ville conserve quelques grands terrains où une rue supplémentaire n'a pas été placée entre deux des rues les plus anciennes, comme par exemple entre certaines parties de Bock Street et John Hauk Street où l'avenue Donnelly ne coupe pas.
En juin 1927, Garden City devient un village, avec Arnold Folker comme président du village. Six ans plus tard, le village est devenu la ville de Garden City. Les centres d'intérêt de Garden City comprennent le premier magasin Kmart (en) (ouvert en 1962, fermé au début de 2017), le premier Little Caesar's (ouvert en mai 1959, fermé en octobre 2018), situé au 32594 Cherry Hill Road, et le premier restaurant McDonald's du Michigan. Le cottage de lune de miel d'Henry Ford et de son épouse, Clara Jane Bryant, a été déplacé de Dearborn à cet endroit en 1952.

## Géographie
Selon le Bureau du recensement des États-Unis, la ville a une superficie totale de 15,20 km² (5,87 miles carrés), toutes terres confondues.

## Éducation
La principale source d'éducation de Garden City est son district scolaire, le Garden City School District (en), qui comprend quatre écoles élémentaires, un collège, un lycée public, un lycée d'éducation alternative appelé Cambridge high school. La Tipton Academy, une école à charte desservant les classes PK-7, est également située à Garden City.
L'école catholique Saint-Raphaël de Garden City a fermé en 2016.
Le Schoolcraft College (en), un collège communautaire basé à Livonia, à proximité, a un campus satellite près du collège de Garden city.